# András Fejes (atleta)
András Fejes (1946-2020) fue un deportista húngaro que compitió en atletismo adaptado. Ganó una medalla de bronce en los Juegos Paralímpicos de Heidelberg 1972 en la prueba de 60 m silla de ruedas (clase 1A).

## Palmarés internacional
| Juegos Paralímpicos | Juegos Paralímpicos | Juegos Paralímpicos | Juegos Paralímpicos     |
| Año                 | Lugar               | Medalla             | Prueba                  |
| ------------------- | ------------------- | ------------------- | ----------------------- |
| 1972                | Heidelberg (RFA)    | Medalla de bronce   | 60 m silla de ruedas 1A |